# Loco Live
Loco Live uživo je album od američkog punk rock sastava Ramones, koji izlazi u listopadu 1991.g. Bile su dostupne dvije različite verzije albuma Loco Live. Chrysalis verzija iz 1991. sadrži 33 skladbe, uključujući "Don't Bust My Chops", "Palisades Park", "Love Kills" i "Ignorance Is Bliss", dok Sire verzija iz 1992. ima drugačiji omot albuma, drugačiji popis pjesama i zamijenjene su četiri skladbe s "I Just Wanna Have Something to Do", "Havana Affair", "I Don't Wanna Go Down to the Basement" i jedna koje nema na popisu "Carbona Not Glue". Skladbe su originalni digitalni snimak iz Barcelone, Španjolska i obrađene su u Electric Lady Studios u New Yorku. Ovo je C.J. Ramoneov prvi snimak s Ramonesima.

## Popis pjesama
1. "The Good, The Bad, The Ugly" (Ennio Morricone)
2. "Durango 95" (Johnny Ramone)
3. "Teenage Lobotomy" (The Ramones)
4. "Psycho Therapy" (Dee Dee Ramone/Johnny Ramone)
5. "Blitzkrieg Bop" (The Ramones)
6. "Do You Remember Rock 'n' Roll Radio?" (The Ramones)
7. "I Believe in Miracles" (Dee Dee Ramone/Daniel Rey)
8. "Gimme Gimme Shock Treatment" (The Ramones)
9. "Rock 'n' Roll High School" (The Ramones)
10. "I Wanna Be Sedated" (The Ramones)
11. "The KKK Took My Baby Away" (Joey Ramone)
12. "I Wanna Live" (Dee Dee Ramone/Daniel Rey)
13. "My Brain Is Hanging Upside Down (Bonzo Goes to Bitburg)" (Dee Dee Ramone/Jean Beauvoir/Joey Ramone)
14. "Too Tough To Die" (Dee Dee Ramone)
15. "Sheena Is a Punk Rocker" (The Ramones)
16. "Rockaway Beach" (The Ramones)
17. "Pet Sematary" (Dee Dee Ramone/Daniel Rey) / "Carbona Not Glue" (The Ramones)
18. "Don't Bust My Chops" (The Ramones)
19. "Palisades Park" (Johnny Ramone/Dee Dee Ramone/Tommy Erdelyi)
20. "Mama's Boy" (Dee Dee Ramone/Johnny Ramone)
21. "Animal Boy" (Dee Dee Ramone/Johnny Ramone)
22. "Wart Hog"  (The Ramones)
23. "Surfin' Bird" (Al Frazier/Sonny Harris/Carl White/Turner Wilson)
24. "Cretin Hop" (The Ramones)
25. "I Don't Wanna Walk Around With You" (The Ramones)
26. "Today Your Love, Tomorrow the World" (The Ramones)
27. "Pinhead" (The Ramones)
28. "Somebody Put Something in My Drink" (Richie Ramone)
29. "Beat on the Brat" (The Ramones)
30. "Judy Is A Punk" (Joey Ramone/Andy Shernoff)
31. "Chinese Rocks" (The Ramones)
32. "Love Kills" (The Ramones)
33. "Ignorance Is Bliss" (The Ramones)

## Izvođači
- Joey Ramone - prvi vokal
- Johnny Ramone - gitara, prateći vokali
- C.J. Ramone - bas-gitara, prateći vokali
- Marky Ramone - bubnjevi

### Produkcija
- Hal Belknap - asistent miksa
- George Bodnar - fotografija
- Shannon Carr - asistent miksa
- Debbie Harry - zabilječke
- John Heiden - sesign
- Arturo Vega - umjetnički rad, dizajn, fotografija
- Howie Weinberg - mastering
- Jeff Wormley - asistent projekta
- Adam Yellin - snimatelj, miks, producent

## Vanjske poveznice
- discogs.com - Ramones, The* - Loco Live (1991.)
- discogs.com - Ramones - Loco Live (1992.)